# 阿普爾頓鎮區 (密蘇里州聖克萊爾縣)
阿普爾頓鎮區（英語：Appleton Township）是位於美國密蘇里州聖克萊爾縣的一個行政鎮區。

## 地方資料
阿普爾頓鎮區的面積為118.21平方千米，當中陸地面積為116.51平方千米，而水域面積為1.70平方千米。根據2020年美國人口普查的數據，當地共有人口1325人，而人口密度為每平方千米11.21人。